# Phước Long (tỉnh)
Phước Long là một tỉnh cũ của Việt Nam Cộng hòa.

## Địa lý
Tỉnh Phước Long có vị trí địa lý:
- Phía đông giáp tỉnh Quảng Đức và tỉnh Lâm Đồng
- Phía tây giáp tỉnh Bình Long và tỉnh Bình Dương
- Phía nam giáp tỉnh Long Khánh
- Phía bắc giáp Campuchia.

## Hành chính
Tỉnh Phước Long có 4 quận: Phước Bình (tỉnh lỵ), Bố Đức, Đôn Luân, Đức Phong.
| Dân số tỉnh Phước Long năm 1967 | Dân số tỉnh Phước Long năm 1967 |
| Quận                            | Dân số (người)                  |
| ------------------------------- | ------------------------------- |
| Bố Đức                          | 9.209                           |
| Đôn Luân                        | 5.846                           |
| Đức Phong                       | 8.146                           |
| Phước Bình                      | 24.477                          |
| Tổng số                         | 47.678                          |

## Lịch sử
Ngày 22 tháng 10 năm 1956, Tổng thống Việt Nam Cộng hòa Ngô Đình Diệm ban hành Sắc lệnh số 143-NV về việc thành lập tỉnh Phước Long trên cơ sở một phần của tỉnh Biên Hòa và một phần của tỉnh Thủ Dầu Một. Tỉnh lỵ đặt tại Phước Bình (trước đây thuộc quận Bà Rá của tỉnh Biên Hòa).
Ngày 10 tháng 10 năm 1957, Bộ trưởng Bộ Nội vụ ban hành Nghị định số 311/BNV/NC/ND về việc ấn định các đơn vị hành chính tỉnh Phước Long có 3 quận, 17 tổng và 21 xã.
- Quận Phước Bình có 10 tổng: Khun Narr, Khun Klenh, Xer Nuk, Bình Cách, Tân Thuận, Thuận Lợi, Bù Đăng, Dek Cuorr, Bù Nard, Bù R'Noun; quận lỵ đặt tại xã Sơn Giang, tổng Khun Narr
- Quận Bù Đốp có 4 tổng: Phước Lễ, Bù Yam Phút, Bù Yu, Dag Huyt; quận lỵ đặt tại xã Phước Lục, tổng Phước Lễ
- Quận Phước Hòa có 2 tổng: Bù Prang, Bù R'lâp; quận lỵ đặt tại Bù Prang.

Ngày 19 tháng 5 năm 1958, đổi tên quận Bù Đốp thành quận Bố Đức.
Ngày 23 tháng 1 năm 1959, Tổng thống Việt Nam Cộng hòa ban hành Sắc lệnh số 25-NV về việc thành lập tỉnh Phước Thành trên cơ sở một phần của tỉnh Phước Long.
Ngày 19 tháng 5 năm 1959, Tổng thống Việt Nam Cộng hòa ban hành Nghị định số 172-NV về việc tỉnh Phước Long có 4 quận: Phước Bình, Bố Đức, Phước Hòa, Đức Phong.
Ngày 24 tháng 7 năm 1961, giải thể quận Phước Hòa và thành lập quận mới Đôn Luân. Từ đó tổ chức hành chính của tỉnh Phước Long gồm 4 quận: 
- Quận Bố Đức có 5 tổng, 5 xã và 22 ấp; quận lỵ đặt tại xã Phước Lục, tổng Phước Lễ. Với 5 tổng là (mỗi tổng có 1 xã): 
  - Tổng Phước Lễ: xã Phước Lục
  - Tổng Bù Yam Phút: xã Bù Ghirr
  - Tổng Bù Yu: xã Bù Quak
  - Tổng Bù Prang: xã Bù Ja Mập
  - Tổng Dag Huyt: xã Bù Tom Yun
- Quận Phước Bình có 3 tổng, 4 xã và 18 ấp; quận lỵ đặt tại xã Sơn Giang, tổng Khun Narr. Với 3 tổng là: 
  - Tổng Khun Narr gồm 2 xã: Phước Quả, Sơn Giang
  - Tổng Khun Klenh: xã Bù Nho
  - Tổng Xer Nuk: xã Dakia
- Quận Đức Phong có 2 tổng, 3 xã và 5 ấp; quận lỵ đặt tại xã Bù Đăng, tổng Bù Đăng. Với 2 tổng là: 
  - Tổng Bù Đăng gồm 2 xã: Bù Đăng, Vĩnh Thiện
  - Tổng Bù R'lâp: xã Bù Barr
- Quận Đôn Luân có 4 tổng, 5 xã và 7 ấp; quận lỵ đặt tại Đồng Xoài, xã Phước Thiện. Với 4 tổng là:
  - Tổng Tân Thuận: xã Tân Thuận
  - Tổng Thuận Lợi gồm 2 xã: Thuận Lợi, Phước Thiện
  - Tổng Bù Yum: xã Phú Riềng
  - Tổng N'dreng: xã N'dreng.

Ngày 20 tháng 9 năm 1975, Bộ Chính trị ban hành Nghị quyết số 245-NQ/TW về việc hợp nhất tỉnh Bình Long, tỉnh Phước Long và tỉnh Bình Dương thành một tỉnh, tên gọi tỉnh mới cùng với nơi đặt tỉnh lỵ sẽ do địa phương đề nghị lên.
Ngày 20 tháng 12 năm 1975, Bộ Chính trị ban hành Nghị quyết số 19/NQ về việc hợp nhất tỉnh Bình Phước, tỉnh Thủ Dầu Một (bao gồm các huyện Dĩ An, Phú Giáo, Tân Uyên) thành một tỉnh mới, tên gọi tỉnh mới cùng với nơi đặt tỉnh lỵ sẽ do địa phương đề nghị lên.
Ngày 24 tháng 2 năm 1976, Chính phủ Cách mạng lâm thời Cộng hòa miền Nam Việt Nam ban hành Nghị định số 3/NQ/1976 về việc hợp nhất tỉnh Bình Phước và tỉnh Thủ Dầu Một thành tỉnh mới, lấy tên là tỉnh Sông Bé.
Ngày 6 tháng 11 năm 1996, Quốc hội ban hành Nghị quyết về việc chia tỉnh Sông Bé thành tỉnh Bình Phước và tỉnh Bình Dương. Trong đó, tỉnh Bình Phước có địa giới bao gồm 2 tỉnh Bình Long và Phước Long cũ. Tỉnh lỵ tỉnh Bình Phước hiện nay là thành phố Đồng Xoài, vốn là quận lỵ quận Đôn Luân, tỉnh Phước Long trước đây.
Địa bàn tỉnh Phước Long cũ nay là một phần của tỉnh Bình Phước (gồm thành phố Đồng Xoài, thị xã Phước Long và các huyện Đồng Phú, Bù Đăng, Phú Riềng, Bù Gia Mập, Bù Đốp), một phần huyện Phú Giáo, tỉnh Bình Dương và phần lớn huyện Cát Tiên, tỉnh Lâm Đồng.
Hiện nay, địa danh Phước Long chỉ còn được dùng để chỉ thị xã Phước Long, đơn vị hành chính cấp huyện trực thuộc tỉnh Bình Phước và huyện Phước Long, đơn vị hành chính cấp huyện trực thuộc tỉnh Bạc Liêu.